# Апертура (оптика)

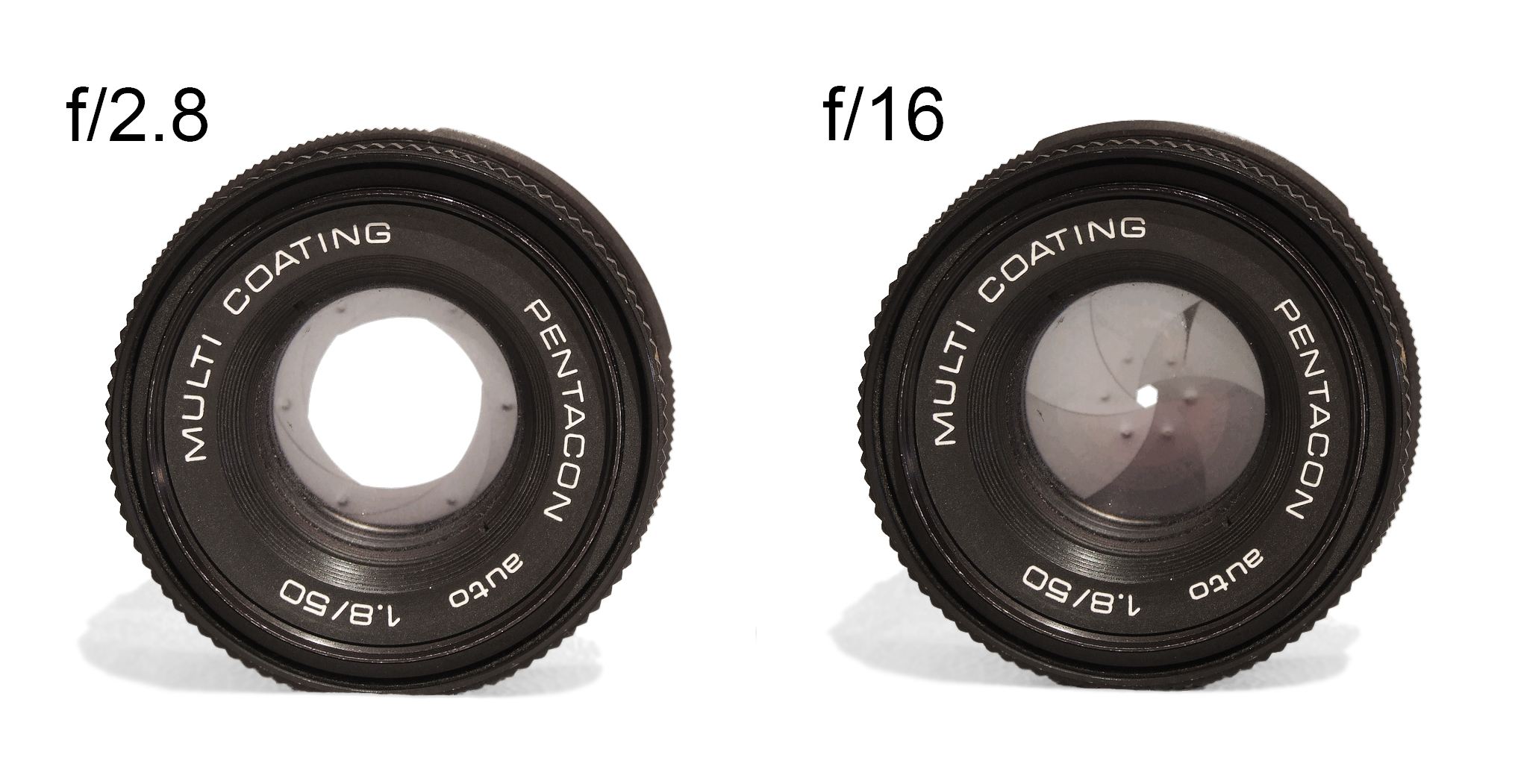
Большая (1) и маленькая (2) апертура.

Апертура (лат. apertura — отверстие) в оптике — характеристика оптического прибора, описывающая его способность собирать свет и противостоять дифракционному размытию деталей изображения. В зависимости от типа оптической системы эта характеристика может быть линейным или угловым размером. Как правило, среди деталей оптического прибора специально выделяют так называемую апертурную диафрагму, которая сильнее всего ограничивает диаметры световых пучков, проходящих через оптический инструмент. Часто роль такой апертурной диафрагмы выполняет оправа или края одного из оптических элементов (линзы, зеркала, призмы).
Входная апертура — характеристика способности оптической системы собирать свет от объекта наблюдения. Если объект удалённый (как у телескопа или обычного фотообъектива) то апертуру измеряют в линейном виде — как диаметр светового пучка на входе в оптическую систему, который ограничивается апертурной диафрагмой и достигает изображения. В телескопах этот диаметр обычно равен диаметру первого по ходу света оптического элемента (линзы или зеркала). В фотообъективах (особенно широкоугольных) размер первой линзы, как правило, намного больше входной апертуры и её размер уже следует рассчитывать. Входная апертура объектива равна произведению его фокусного расстояния {\displaystyle f'} на относительное отверстие или частному от фокусного расстояния на диафрагменное число. Если объект наблюдения близкий (как у лупы, объектива микроскопа или проектора), то апертуру измеряют в угловом виде — как угол светового пучка, исходящего из точек предмета наблюдения и попадающего в оптическую систему.
Выходная апертура — характеристика способности оптической системы собирать свет на изображении. Если изображение удалённое (как у телескопа, лупы или проектора), то апертуру измеряют в линейном виде — это диаметр светового пучка на выходе из оптической системы, в зоне так называемого выходного зрачка. Если изображение близкое (как у фотообъектива), то апертура характеризуется углом сходимости световых пучков.
Апертурный угол — угол между крайним лучом конического светового пучка на входе (выходе из) оптической системы и её оптической осью.
Угловая апертура — угол между крайними лучами конического светового пучка на входе (выходе из) оптической системы.
Числовая апертура:
- в волоконных оптических системах — синус максимального угла между осью и лучом, для которого выполняются условия полного внутреннего отражения при распространении оптического излучения по волокну. Она характеризует эффективность ввода световых лучей в оптическое волокно и зависит от конструкции волокна.
- в световой микроскопии равна произведению показателя преломления среды между предметом и объективом на синус апертурного угла. Именно эта величина наиболее полно определяет одновременно светосилу, разрешающую способность объектива микроскопа. Для увеличения числовой апертуры объективов в микроскопии пространство между объективом и покровным стеклом заполняют иммерсионной жидкостью.

Апертура объектива — диаметр {\displaystyle D} светового пучка на входе в объектив и целиком проходящего через его апертурную диафрагму. Эта величина также определяет дифракционный предел разрешения объектива. Для оценки разрешающей способности в угловых секундах используется формула {\displaystyle 140/D}, где {\displaystyle D} — апертура объектива в миллиметрах.